# Metrosexual

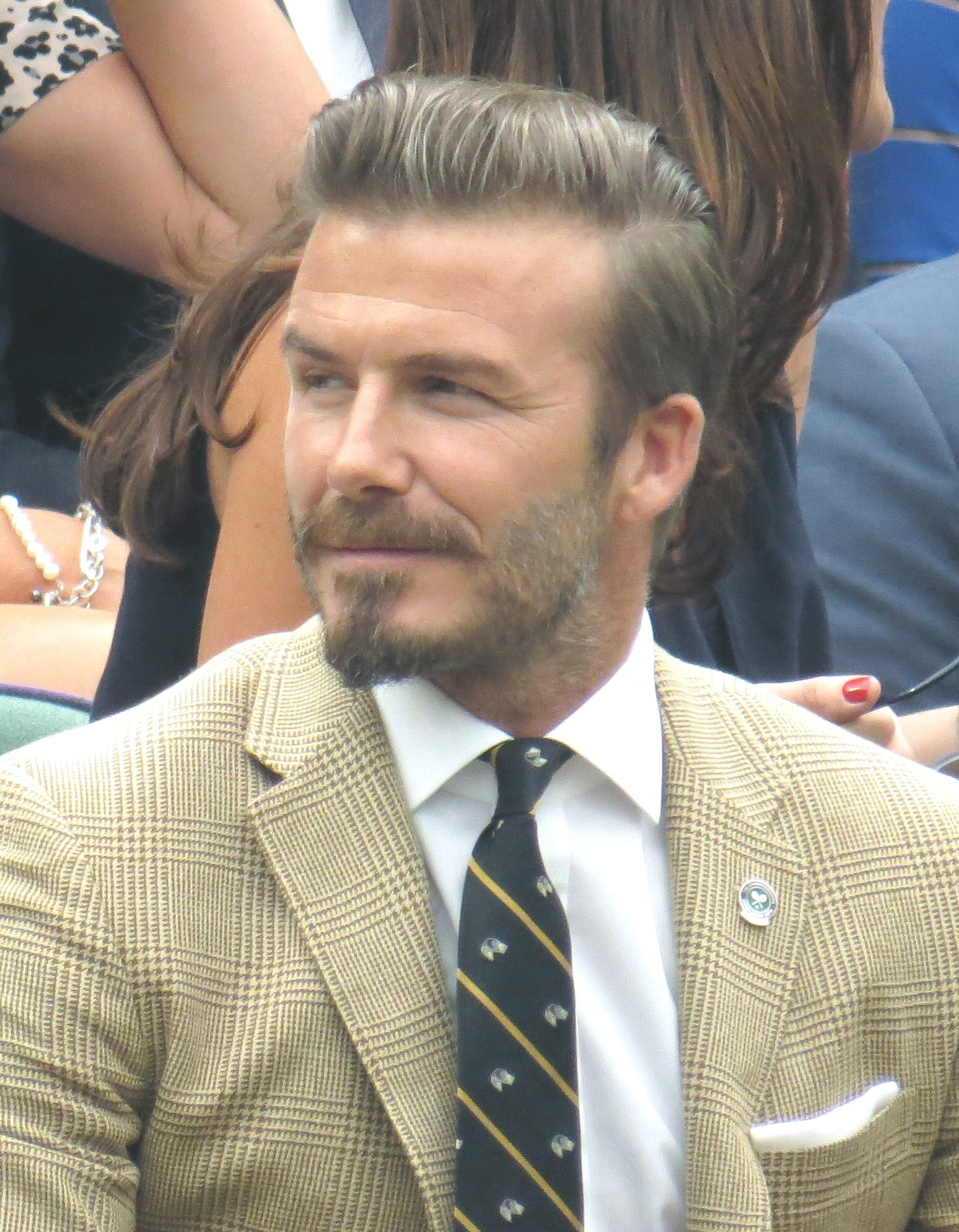
David Beckham en 2014, considerado por Mark Simpson como el mayor metrosexual de Inglaterra.

El término metrosexual describe a un varón de la sociedad posindustrial urbana, que se caracteriza por un desarrollado interés por el cuidado personal, la apariencia y el estilo de vida sofisticado, marcado fuertemente por la cultura del consumo y el mercadeo dirigido. El término es acuñado en 1994 por el periodista Mark Simpson para describir una creciente tendencia de la cultura física y la vanidad en varones heterosexuales que apropiaban aspectos estereotípicamente asociados desde tiempo atrás con la cultura homosexual, aunque esta definición haya perdido vigencia, según el autor del término, debido a la separación de la tendencia metrosexual de la orientación sexual de la persona, convirtiéndose en un término de mayor extensión que no distingue orientación sexual.

## Etimología
El término metrosexual es una composición lingüística de la palabra metropolitano  y la palabra sexual. La palabra aparece por primera vez en el artículo "Here Come the Mirror Men" por el periodista de moda Mark Simpson, publicado en el año 1994 en el periódico británico The Independent. El término fue originalmente acuñado para describir a la naciente cultura de consumo en el hombre heterosexual urbano, caracterizándose por un estilo de vida lujoso y apreciación del aseo masculino y la cultura física, estilo que Simpson describe como propio de la cultura gay. Aunque el término original que apareció en 1994 sugería que la metrosexualidad implicaba necesariamente heterosexualidad, Simpson reformula el término en el año 2002 para el artículo Meet the Metrosexual para la revista en línea Salon.com, artículo en el que redefine al metrosexual como el hombre urbano (homosexual, bisexual o heterosexual) cuyos intereses recaen en el consumo y el cuidado personal. En el mismo artículo, Simpson describe a David Beckham como un estandarte de la metrosexualidad, dando pie a la popularidad del término en años posteriores.
En el año 2003, la periodista Alexa Hackbarth describe al metrosexual como un hombre heterosexual que se comporta como "estereotípicamente gay". En el mismo año, el periódico The Sydney Morning Herald publica un artículo sobre el tema bajo el título The Rise of the Metrosexual, y meses después el periódico The New York Times publica un artículo sobre el tema con el título Metrosexuals Come Out. El concepto apareció por mucho tiempo en los medios, pero era reducido a un concepto erróneo y peyorativo definido por los rasgos asociados con la feminidad, identificado en hombres con ciertas vanidades y gustos como los productos para la piel y el cabello, las velas perfumadas y la ropa de diseñador de estilo camp o en colores abigarrados y brillantes. Fueron estas definiciones las que produjeron un cierto rechazo del término por hombres que simplemente querían tener la libertad de procurar su apariencia física y su estilo de vestimenta.

## Terminología
Dentro de la popularidad e investigación cultural de la metrosexualidad han aparecido diversidad de términos que sustituyen al término metrosexualidad, o que derivan de este. Estos términos pretenden subcategorizar a la metrosexualidad de acuerdo con características u orígenes comunes, basándose en las normas de belleza y cuidado que cada una de estas categorías posee. Cada uno de estos términos ha tenido origen en diversos artículos periodísticos a través de los años que analizan nuevas tendencias de la metrosexualidad, a través de observaciones sobre "nuevas masculinidades".

### Retrosexual
El término retrosexual, acuñado también por el periodista Mark Simpson, describe a los hombres que no se identifican por completo con las tendencias propuestas por la metrosexualidad, describiendo así a hombres heterosexuales que tienen un sentido estético no desarrollado y que no basan su estilo de vida en el consumo. Simpson utiliza el término para describir lo que él considera como antónimo del "uber-metrosexual", término que utiliza para definir a David Beckham en el año 2003. Simpson describe al uber-sexual como una estrategia de mercado de estilo heterocéntrico que pretendía vender un nuevo estilo de vida al mercado poco explotado de los hombres heterosexuales cuyos intereses no se basaban en el cuidado personal, ni la apariencia física (retrosexuales).
El término retrosexual ha reaparecido en diversas ocasiones con diversos significados que se acercan o alejan completamente del concepto original. El término reaparece alrededor del año 2008 para describir a los hombres metrosexuales que rigen sus hábitos de belleza según normas de décadas anteriores. La serie Mad Men es considerada como un ícono de la retrosexualidad debido al diseño de vestuario y al peinado impecable en sus personajes masculinos, basados en el mundo empresarial de los años 1960. En este sentido, comienza a aparecer una naciente cultura de la retro-masculinidad (nociones de masculinidad pertenecientes a décadas anteriores, adaptadas a la vida actual del hombre moderno). Derivado de esta corriente comienza a surgir una cultura bohemia que revalora el consumo de implementos que perdieron popularidad entre los años 1970 hasta los años 2000, como barberías, ceras para peinar y los manuales de masculinidad basados en el formato de Book for Men (1953) de Bert Bacharach. Otra definición para este término refiere a un sinónimo para lo que en la cultura gay ya se conocía como silver fox o daddy, refiriendo a hombres atractivos en edad madura.

### Übersexual
El término uber-sexual es utilizado por Mark Simpson para describir la estrategia de mercado detrás de la metrosexualidad, definiendo el término como una "metrosexualidad mal empaquetada". Simpson sugiere que la uber-sexualidad fue un intento fallido de desapartar a la metrosexualidad de sus raíces homosexuales para que esta fuera del agrado para los hombres heterosexuales ajenos a la metrosexualidad (retrosexuales), y que se convirtiera en un nuevo ideal de la masculinidad heterosexual. Simpson considera a David Beckham como un ícono de la metrosexualidad debido a sus características heterocéntricas como un varón heterosexual dedicado a un deporte masculino, cuya metrosexualidad tenía resonancia entre los aficionados al fútbol de asociación.
Con el auge de la metrosexualidad en los años 1980 y los años 1990, las empresas de cosméticos y productos de belleza ven la oportunidad de vender dos versiones distintas del mismo producto, uno para mujeres y uno para hombres, que regularmente solo se diferenciaban en el tipo de perfume y en el empaquetado. Los productos destinados para el consumo masculino regularmente tienen fragancias amargas o mederosas y están empaquetados en envases de colores grises o negros, mientras que los productos femeninos regularmente tienen fragancias dulces o florales y están empaquetados en envases de colores claros o color rosado. Übersexual aparece como un término reformulado en el libro The Future of Men: The Rise of the Übersexual and What He Means for Marketing Today por Marian Salzman, Ira Matathia y Ann O'Reilly, basándose en el término propuesto por Mark Simpson. El libro describe la naciente cultura de consumo masculino y explora las posibilidades del mercadeo dirigido al género masculino.

### Spornosexual
El término spornosexual es una contracción del término sportman (español: deportista), del término porno y del término sexual. El término es introducido por Mark Simpson en el artículo Sporno (2006), publicado originalmente en la revista OUT, término que utiliza para describir el homoerotismo de la cultura del deporte a través de sus protagonistas heterosexuales que venden su imagen a firmas de ropa interior y casas de moda que se dirigen principalmente al mercado rosa. Simpson describe al spornosexual como un hombre heterosexual con cuerpo de deportista de alto rendimiento o estrella de la pornografía gay que tiene una intención "homoprovocativa", es decir que busca la adoración homosexual (técnica de mercado conocida como gaybaiting). El término experimenta un resurgimiento como una nueva metrosexualidad en el año 2014 para describir a hombres con cuerpos ejercitados, interés por el arreglo personal y ocasionalmente con barbas, depilación ligera, vello trasquilado y tatuajes, aludiendo a un aspecto ligeramente descuidado, aspectos que fueron propios de los actores de la era dorada de la pornografía gay en los años 1970 y los años 1980.

### Tecnosexual
El término tecnosexual (inglés: technosexual) es una contracción del término tecnófilo y el término sexual. En su significado relacionado con la metrosexualidad, refiere a un concepto introducido a mediados de los años 2000 utilizado para describir a una estrategia de mercado para vender electrónicos a los hombres metrosexuales. En los años 1990, las compañías de electrónicos como televisores, sistemas de sonido y videojuegos, comienzan a enfocar sus mercados al consumo masculino con electrónicos "grandes y potentes", introduciendo la actualización tecnológica como un ideal masculino, así, muchas revistas para caballeros como GQ se convierten en plataformas de publicidad para empresas de electrónicos. El término está registrado como propiedad la empresa Calvin Klein. El término experimenta un resurgimiento en los años 2010 debido a la popularidad de los dispositivos electrónicos portátiles y la telefonía celular desechable.

### Lumbersexual
El término lumbersexual es una contracción del término lumberjack (español: leñador) y el término sexual. El término describe el uso de la apariencia del leñador, como barba, botas y camisa de flanela, por su estética en lugar de su función. Al igual que el metrosexual, el lumbersexual se describe como un hombre heterosexual que adopta la estética de leñador para representar valores masculinos de entornos rurales. La estética lumbersexual es similar, pero no idéntica a la estética de la cultura bear (osos), cultura gay que aprecia hombres de cuerpos fornidos o robustos con abundante vello facial y vello corporal. Esta corriente de la metrosexualidad basa su estilo en una apariencia aparentemente desarreglada, pero no del todo, que se origina en los clichés de la pornografía gay de osos en los años 1980, los cuales involucraban escenas sexuales entre leñadores en escenas boscosas. El término surge en los años 2010 debido a la popularidad del movimiento Movember y a aplicaciones como Scruff.

### Gastrosexual
El término gastrosexual viene del prefijo gastro se origina de la palabra griega gastē (γαστηρ), que significa 'estómago' y aparece en palabras asociadas con alimentos y comidas (por ejemplo, gástrico, gastronómico) y del latín sexuālis-, "sexual.
La palabra Gastrosexual es un término que se usa para describir a una persona, especialmente un hombre, que utiliza habilidades de cocina para impresionar a amigos y posibles parejas.